# Liste des souverains de Montferrat
 (août 2019).
Si vous disposez d'ouvrages ou d'articles de référence ou si vous connaissez des sites web de qualité traitant du thème abordé ici, merci de compléter l'article en donnant les références utiles à sa vérifiabilité et en les liant à la section « Notes et références ».
Le Montferrat, petit État au Nord-Ouest de la péninsule italienne, est à l'origine un comté. Il devient un marquisat en 967, sous le comte Alérame, à la suite du conflit qui voit l'empereur Otton Ier, soutenu par Alérame, ravir le pouvoir à Bérenger d'Ivrée en Italie du Nord.
Les marquis et ducs de Montferrat sont apparentés à la famille royale de France et aux souverains du Saint-Empire. Certains membres de la famille participent aux croisades et des mariages ont lieu avec la famille royale de Jérusalem et avec les familles impériales byzantines des Comnène, des Ange et des Paléologue.
Les descendants d'Alérame (les Aleramici en italien) gouvernent le Montferrat en descendance masculine jusqu'en 1305, date à laquelle il passe à la famille byzantine des Paléologue. Après une brève domination espagnole, il revient en 1536 à la famille de Gonzague, qui détient déjà le titre de duc de Mantoue. Le marquis Frédéric Ier devient duc en 1574.
En 1631, une partie du duché passe à la maison de Savoie lors de la guerre de Succession de Mantoue. La Savoie annexe entièrement le Montferrat en 1708, lorsque le duché de Mantoue est occupé par les troupes impériales de Léopold Ier.

## Marquis de Montferrat

### Alérame

Armoiries des Alérame de Montferrat

- 967-991 : Alérame, fils de Guillaume Ier
  - Guillaume II, fils d'Alérame, règne conjointement avec lui ?
  - 991 : Otton Ier « Tête », fils d'Alérame, règne ?
- 991-1042 : Guillaume III « Longue-Épée », fils d'Otton Ier
- 1043-1044 : Henri, fils du précédent, sans descendance
- 1044-1084 : Otton II, frère du précédent
- 1084-1100 : Guillaume IV, fils du précédent
- 1100-1135 : Rénier Ier, fils du précédent
- 1135-1190 : Guillaume V « le Vieux », fils du précédent
- + 1180- Guillaume, fils du précédent (également dit « longue épée ») n'a pas porté le titre, époux de Sybille de Jérusalem et père de Baudoin V, roi de Jérusalem
- 1190-1192 : Conrad, frere du précédent, également seigneur de Tyr et roi de Jérusalem, sans descendance mâle
- 1192-1207 : Boniface Ier, frère du précédent, également roi de Thessalonique
- 1207-1225 : Guillaume VI, fils du précédent
- 1225-1253 : Boniface II, fils du précédent, également roi titulaire de Thessalonique
- 1253-1292 : Guillaume VII « le Grand », fils du précédent, également roi titulaire de Thessalonique
- 1290-1305 : Jean Ier « le Juste », fils du précédent, également roi titulaire de Thessalonique, sans descendance

### Paléologue

Armoiries des Paleologue-Montferrat

- 1306-1338 : Théodore Ier, fils de l'empereur byzantin Andronic II Paléologue et de Yolande de Montferrat, sœur de Jean Ier
- 1338-1372 : Jean II, fils du précédent
- 1372-1378 : Otton III « il Secondotto », fils du précédent, sans descendance
- 1378-1381 : Jean III, frère du précédent, sans descendance
- 1381-1418 : Théodore II, frère du précédent
- 1418-1445 : Jean-Jacques, fils du précédent
- 1445-1464 : Jean IV, fils du précédent, sans descendance
- 1464-1483 : Guillaume VIII, frère du précédent, sans descendance mâle
- 1483-1494 : Boniface III, frère du précédent
- 1494-1518 : Guillaume IX, fils du précédent
- 1518-1530 : Boniface IV, fils du précédent, sans descendance
- 1530-1533 : Jean-Georges, fils de Boniface III, sans descendance

Le marquisat de Montferrat est occupé par les troupes espagnoles de 1533 à 1536.

### Gonzague
Tous les marquis et ducs de la maison Gonzague sont également ducs de Mantoue.
- 1533-1540 : Frédéric Ier, gendre de Guillaume IX
- 1540-1550 : François Ier, fils du précédent, sans descendance
- 1550-1574 : Guillaume X, frère du précédent

## Ducs de Montferrat

Armoiries des ducs de Mantoue et Montferrat

### Gonzague
- 1574-1587 : Guillaume X
- 1587-1612 : Vincent Ier, fils du précédent
- 1612 : François II, fils du précédent, sans descendance
- 1612-1626 : Ferdinand, frère du précédent, sans descendance
- 1626-1627 : Vincent II, frère du précédent, sans descendance

Le Montferrat est occupé par la Savoie de 1627 à 1631 dans le cadre de la guerre de Succession de Mantoue.

### Gonzague-Nevers
- 1631-1637 : Charles Ier, petit-fils de Frédéric Ier, également duc de Nevers, duc de Rethel et prince d'Arches
- 1637-1665 : Charles II, petit-fils du précédent, également duc de Nevers, duc de Rethel, duc de Mayenne et prince d'Arches
- 1665-1708 : Charles III Ferdinand, fils du précédent, également prince d'Arches

Le duché de Montferrat est annexé par la Savoie en 1708.

## Arbres généalogiques simplifiés

### Alérame
- Guillaume Ier
  - Alérame (mort en 991)
    - Otton Ier « Tête » (mort en 991)
      - Guillaume III « Longue-Épée » (mort en 1042)
        - Henri (mort en 1044)
        - Otton II (vers 1021 – 1084)
          - Guillaume IV (vers 1040 – 1100)
            - Rénier Ier (vers 1075 – 1135)
              - Guillaume V « le Vieux » (vers 1110 – 1190)
                - Conrad (vers 1145 – 1192)
                - Boniface Ier (vers 1150 – 1207)
                  - Guillaume VI (vers 1170 – 1225)
                    - Boniface II « le Géant » (vers 1203 – 1253)
                      - Guillaume VII « le Grand » (vers 1243 – 1292)
                        - Jean Ier « le Juste » (1277-1305)
                        - Yolande (1274-1306), épouse Andronic II Paléologue
                          - Théodore Paléologue

### Paléologue
- Théodore Ier (1291-1338)
  - Jean II (1313-1372)
    - Otton III « il Secondotto » (vers 1358 – 1378)
    - Jean III (1360-1381)
    - Théodore II (1364-1418)
      - Jean-Jacques (1395-1445)
        - Jean IV (1413-1464)
        - Guillaume VIII (1420-1483)
        - Boniface III (1424-1494)
          - Guillaume IX (1486-1518)
            - Boniface IV (1512-1530)
            - Marguerite (1510-1566), épouse Frédéric de Gonzague

          - Jean-Georges (1488-1533)

### Gonzague
- Frédéric Ier (1500-1540)
  - François Ier (1533-1550)
  - Guillaume X (1538-1587)
    - Vincent Ier (1562-1612)
      - François II (1586-1612)
      - Ferdinand (1587-1626)
      - Vincent II (1594-1627)

  - Louis IV de Nevers (1539-1595)
    - Charles Ier (1580-1637)
      - Charles III de Mayenne (1609-1631)
        - Charles II (1629-1665)
          - Charles III Ferdinand (1652-1708)